# ハートのつばさ
「ハートのつばさ」は、2000年4月21日にビクターエンタテインメントから発売された中島礼香のシングル。

## 概要
日テレジェニック'99のイメージガールにも選出された経歴をもつ、グラビアアイドルである中島礼香をボーカルとして迎えた楽曲で、2000年3月28日から2002年2月26日にかけてNHK衛星第2テレビの『衛星アニメ劇場』にて放送されたテレビアニメ『だぁ!だぁ!だぁ!』の初代オープニングテーマとして使用された。中島にとってはこれがデビューシングルとなり、また同時に自身が芸能界を退くまでにリリースされた唯一の作品でもある。
作曲および編曲は、アニメの音楽部門を担当している増田俊郎によって手掛けられ、後に主人公役を務めた名塚佳織が歌唱するキャラクターソングにまで派生するなど、番組に用いられた主題歌においては最も多くの歌い手を経てリリースされた一曲となっている。アニメ楽曲として初めてCD化された作品で、その後サウンドトラックをはじめとする関連作品が発売されるようになった。
また、カップリング曲として同時収録されている「タカラモノ」は中島自身によって作詞された楽曲で、アニメ本編の挿入歌としても使用されており、そのうちの一つである第37話については、奇しくも未夢のアイドルデビューを描写したエピソードとなっている。

## 収録曲
1. ハートのつばさ [3:36]
（作詞：まつざきゆうこ / 作曲・編曲：増田俊郎）
NHKアニメーション『だぁ!だぁ!だぁ!』初代オープニングテーマ。
2. タカラモノ [3:54]
（作詞：中島礼香、まつざきゆうこ / 作曲・編曲：増田俊郎）
NHKアニメーション『だぁ!だぁ!だぁ!』挿入歌。
挿入歌として第25話と第37話に登場する[注 2]。
3. ハートのつばさ（TV MIX） [3:36]
4. タカラモノ（TV MIX） [3:51]

## だぁ!だぁ!だぁ!つばさのコレクション ハートのつばさ
「だぁ!だぁ!だぁ!つばさのコレクション ハートのつばさ」は、2001年4月21日にビクターエンタテインメントから発売されたシングル。
「ハートのつばさ」とタイトル名を共有しており、収録内容も先に発売されたシングル盤に変更を加えた形で新たにリリースされた。
主人公の光月未夢が歌唱するキャラクターソングバージョンが新たに収められ、カップリング曲である「ワンニャーの絵描き歌」もまた同様に収録されている。盤名に併記される歌手名についても初版と違って連名表記であり、中島礼香と名塚佳織の共同名義となっている。
当盤に収められた未夢が歌唱する「ハートのつばさ〜2001SPRING'MIYU'MIX」は、前年にリリースされた『だぁ!だぁ!だぁ! オリジナル・サウンドトラック』の収録曲である「ハートのつばさ(未夢ヴァージョン)」とは異なり、従来版をアレンジしたリミックスバージョンとなっており、収録音源としては当盤にのみ収録されている。
CDジャケットは未夢・彷徨・ルゥ・ワンニャーの4人が描かれており、よりアニメを強調したものにされ、絵描き歌を担当するワンニャーが堂々とその中央を飾っている。ジャケットの表紙裏には、描き順を併記した歌詞が記載されている。

### 収録曲
1. ハートのつばさ [3:37]
（作詞：まつざきゆうこ / 作曲・編曲：増田俊郎）
2. ハートのつばさ〜2001SPRING'MIYU'MIX [3:38]
（作詞：まつざきゆうこ / 作曲・編曲：増田俊郎）
NHKアニメーション『だぁ!だぁ!だぁ!』第1期最終回エンディングテーマ。
3. ワンニャーの絵描き歌 [1:15]
（作詞：柴田晶子 / 作曲・編曲：浅見昴生）
いわゆるイメージソングであり、劇中には登場しないが衛星第2テレビで放送された『金曜アニメ館』において公開された[2]。
4. ハートのつばさ（オリジナル・カラオケ） [3:36]
5. ワンニャーの絵描き歌（オリジナル・カラオケ） [1:10]

## 収録音源
- 『だぁ!だぁ!だぁ! オリジナル・サウンドトラック Vol.1』（ビクターエンタテインメント） 2000年11月22日発売。
  - 「ハートのつばさ」と「ハートのつばさ(未夢ヴァージョン)」を収録。
- 『COLEZO! アニメ・ソングセレクション〜アイドル編』（ビクターエンタテインメント） 2005年9月22日発売。
  - 「ハートのつばさ」の他に、2代目オープニングテーマである奈良沙緒理の「HAPPY FLOWER」も収められている。
- 『HAPPY〜KAORI NAZUKA CHARACTER SONG COLLECTION〜』（ランティス） 2009年4月24日発売。
  - 名塚佳織のファーストアルバム。他作品で構成されるキャラクターソングの中に「ハートのつばさ(未夢ヴァージョン)」が収録されている。

## カバー
伊藤かな恵
- 『新・百歌声爛 女性声優編』（アニプレックス） 2010年5月5日発売。
  - 他楽曲を含んだメドレー形式の中に「ハートのつばさ」の1番部分を歌唱したものが収録されている。